# آنیبال پاز
آنیبال پاز (اسپانیایی: Aníbal Paz‎; ۲۱ مهٔ ۱۹۱۷ – ۲۱ مارس ۲۰۱۳) بازیکن فوتبال اهل اروگوئه بود.
از باشگاه‌هایی که در آن بازی کرده‌است می‌توان به باشگاه فوتبال لیورپول (مونته‌ویدئو)، باشگاه فوتبال ناسیونال اروگوئه اشاره کرد.
وی به‌همراه تیم ملی فوتبال اروگوئه به قهرمانی جام جهانی فوتبال ۱۹۵۰ دست پیدا کرده‌است.